# 荷爾-阿哈
荷爾-阿哈（Hor-Aha），目前埃及學學者普遍認為他是古埃及第一王朝的第二位法老。荷爾-阿哈出生於公元前3100年。「荷爾」一名是埃及神話中隼神荷魯斯的音譯，而阿哈則有「戰鬥」、「戰士」或「戰隼」（fighting hawk）的意思。

## 生平
在公元前32世紀，荷爾-阿哈的父親那爾邁統一上下埃及。荷爾-阿哈（其涅布剃名為伊梯或伊太梯，荷爾-阿哈則是他的荷魯斯名）於三十歲時成為法老，一直統治埃及至六十二歲。傳說他是由一頭河馬所帶大的，而河馬乃埃及神話中賽特的化身。
根據傳說，他是在法尤姆被野狗及尼羅鱷襲擊而死。

## 遠征
荷爾-阿哈在位期間，曾率兵遠征南部的努比亞，將埃及的勢力擴展至尼羅河的第一瀑布。考古學家在阿拜多斯找到紀念他遠征努比亞的黑檀木楣，另外亦找到一件刻著獲得俘虜場面的文物，上面刻有「得到上下埃及」的銘文。可見其勢力覆蓋第一瀑布至地中海的尼羅河河谷整個範圍。
另外，他亦在尼羅河三角洲命人興建妮特神廟，妮特（Neith，亦作涅特）是居於塞易斯的居民所崇拜女神，荷爾-阿哈建立此神廟的目的是希望安撫被他所征服的北方。

## 荷爾-阿哈與美尼斯
由於年代久遠，加上出土文物及歷史資料的缺乏，人們常把荷爾-阿哈的身分與傳說中創立埃及第一王朝的美尼斯混為一談。例如根據在涅伽達（Naqada）出土的象牙板圖刻有荷爾-阿哈「荷魯斯名」的符號，而附近則有美尼斯「兩女神名」的符號。法老王銜中的荷魯斯名是代表上埃及的君主，而兩女神名則是代表統一上下埃及的君主，這解釋了為什麼有學者視荷爾-阿哈與美尼斯為同一人的原因。
然而，根據那爾邁石板，歷史學家普遍認為第一個統一埃及的人是那爾邁，既然荷爾-阿哈是他的兒子和繼位人，那他自然就被視為第一王朝的第二位法老。

## 陵墓
荷爾-阿哈的陵墓在薩卡拉發現，另外亦在當地發現帶有其名字的飾板和木標簽。
荷爾-阿哈的王后極可能是貝妮莉比，她的名字「於B14陵墓內一些碎片上，與荷爾-阿哈並排」，B14陵墓正位於荷爾-阿哈陵墓的旁邊。

## 資料來源
1. 1 2 3  劉文鵬（2000年）：《古代埃及史》，106頁，北京：商務印書館
2. 1 2 3 4  周啟迪（1994年）：《古代埃及史》，84頁，北京：北京師範大學出版社
3. ↑  .   [2009-01-27]. （原始内容存档于2009-02-19）.
4. 1 2 3  .   [2009-01-27]. （原始内容存档于2009-01-23）.
5. ↑  .   [2010-06-07]. （原始内容存档于2010-06-24）.
6. ↑  劉文鵬（2000年）：《古代埃及史》，106-107頁，北京：商務印書館
7. ↑  劉文鵬（2000年）：《古代埃及史》，94-95頁，北京：商務印書館
8. ↑  劉文鵬（2000年）：《古代埃及史》，96頁，北京：商務印書館
9. 1 2  Aidan Dodson & Dyan Hilton, The Complete Royal Families of Ancient Egypt, Thames & Hudson (2004), p.46